# Serghei Tarasov (biatlonist, n. 1965)
Serghei Tarasov (n. 15 februarie 1965, Staroaleiskoe⁠(d), RSFS Rusă, URSS) este un biatlonist ce a reprezentat Uniunea Republicilor Sovietice Socialiste, medaliat olimpic. A participat la 2 ediții ale Jocurilor Olimpice (1994, 1998) în care a câștigat o medalie de aur, o medalie de argint și două medalii de bronz.